# Zack (Suchmaschine)

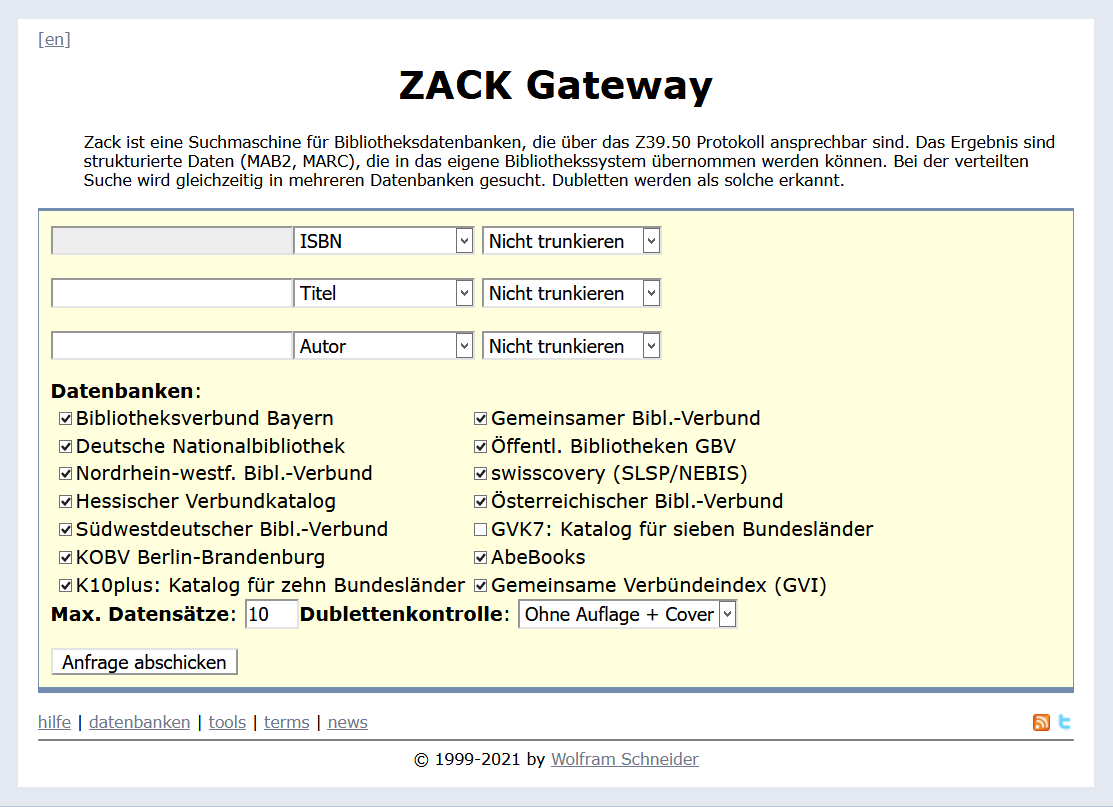
Zack Screenshot 10.10.2021

ZACK ist eine Metasuchmaschine für Bibliotheksdatenbanken, die vorwiegend über das Z39.50 Protokoll ansprechbar sind. Geliefert werden strukturierte Daten (MAB2, MARC). Diese können in das eigene Bibliothekssystem übernommen werden. Bei der verteilten Suche wird simultan in mehreren Datenbanken gesucht. Ausgewertet werden deutsche und österreichische Verbundkataloge.
Es erfolgt – anders als im Karlsruher Virtuellen Katalog (KVK) – eine Prüfung auf Dubletten zwischen den einzelnen abgefragten Katalogen.
ZACK wurde von Wolfram Schneider zunächst im Rahmen einer Diplomarbeit unter dem Titel Ein verteiltes Bibliotheks-Informationssystem auf Basis des Z39.50 Protokolls 1999 entwickelt. Das ZACK Gateway wird weiterhin gepflegt und aktualisiert. Es läuft auf einem aktuellen Betriebssystem und mit aktueller Software. Änderungen an den Schnittstellen der Bibliothekssysteme der Verbünde werden in die Konfiguration eingepflegt. Es werden auch neue Datenquellen aufgenommen, wie den Gemeinsamen Verbündeindex (GVI). ZACK kann auch auf die SRU-Schnittstelle der Deutschen Nationalbibliothek (DNB) zugreifen, statt Z39.50 zu benutzen. Die Deutsche Nationalbibliothek, wie auch die Zeitschriftendatenbank, bieten Z39.50 nicht mehr an, sondern nur noch SRU.
Neben der öffentlichen Version von ZACK unter https://z3950.de existieren auch interne bei einigen Bibliotheksverbünden, die für die Fernleihe genutzt werden. Die Zugriffszahlen sind über die Jahre stabil, mit bis zu 10.000 Suchanfragen pro Werktag.